# Nazaré de Minas
Nazaré de Minas é uma vila brasileira sede do Distrito de Nazaré de Minas do município de Nepomuceno, Minas Gerais, com 1051 habitantes (censo de 2010).  

## Educação

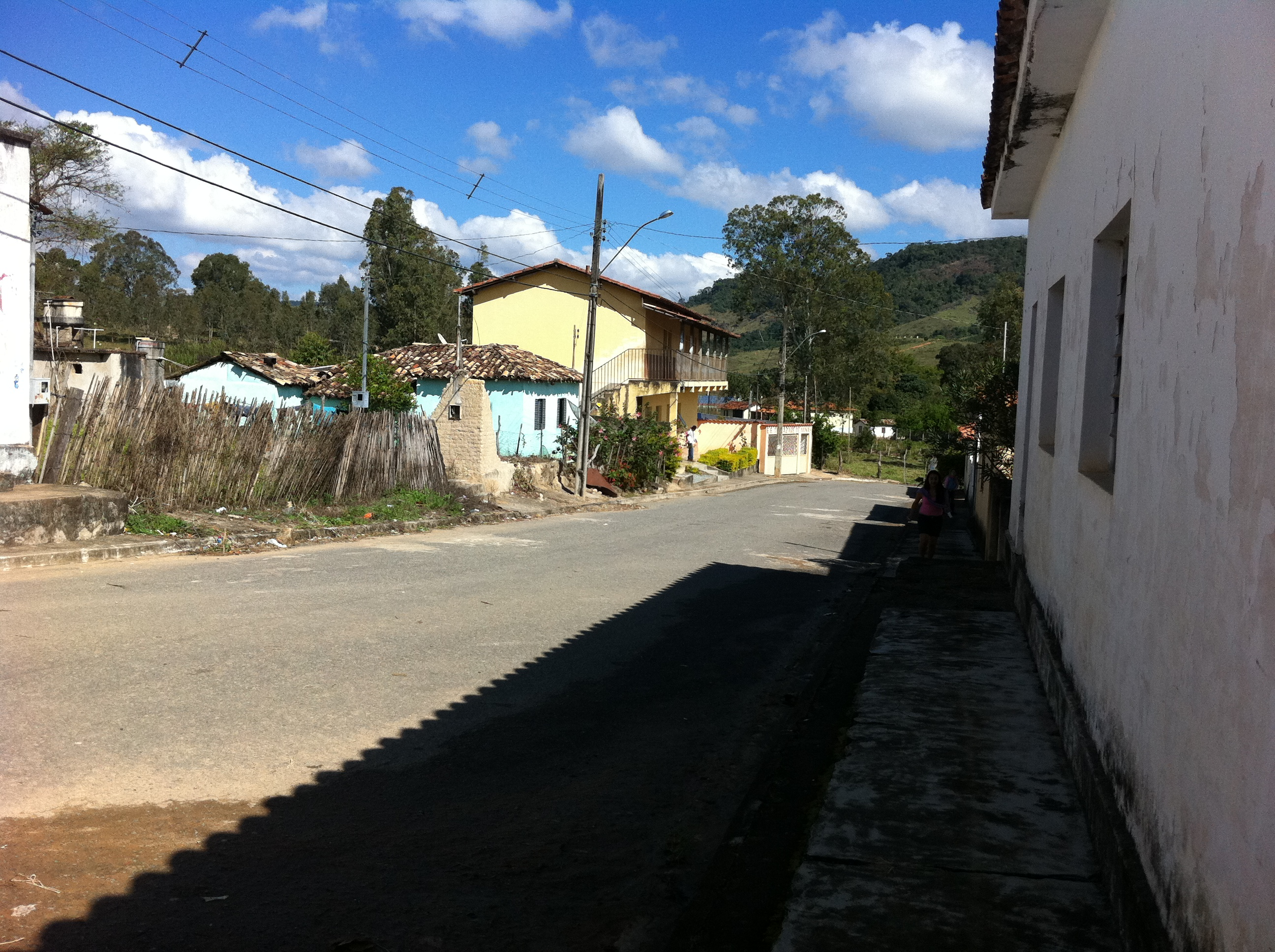
Escola Estadual Nazaré de Minas, ao fundo em amarelo

A vila possui a Escola Estadual Nazaré de Minas, atualmente com sete salas de aula.